# Все включено: Канікули в Греції
«Все включено: Канікули в Греції» (швед. Sune i Grekland) — сімейна кінокомедія 2012 року про родину яка їде до Греції, але все пішло не так, як планувалося.

## Сюжет
Суне хоче справити враження на дівчат у басейні, але це йому не вдається і щоб не осоромитися хлопець прикидається хворим. Тим часом його батько-скнара Рудольф отримав пропозицію вирушити у відрядження до Греції на конференцію як податковий інспектор. Він погоджується і летить туди разом із сім'єю. Родина радіє подорожі, але невдовзі з'ясовується, що замість Рудольфа має поїхати інша людина. Щоб не розчаровувати сім'ю він сам оплачує поїздку.
Примусово Суне бере участь у дитячих заходах, де знайомиться з Геддою. Гедда — дочка подруги дитинства мами Суне, Карін. Вона приїхала у відпустку разом з новим чоловіком, який вчить Суне плаванню. Гедда дає кілька порад новому знайомому, щодо дівчат, а Суне допомагає нашкодити вітчиму.
Суне зрозумів, що закоханий в Софі. У Швеції вони разом катаються на велосипедах.

## У ролях
| Актор                    | Роль      |
| ------------------------ | --------- |
| Вілльям Рінгстрем        | Суне      |
| Морган Аллінг            | Рудольф   |
| Аня Лундквіст            | Карін     |
| Юліус Гіменес Гугосон    | Гокан     |
| Ганна Ельффорс Ельфстрем | Анна      |
| Ерік Юханссон            | Понтус    |
| Юлія Дуфвеніус           | Сабіна    |
| Феліне Андерссон         | Гедда     |
| Густав Левін             | Ральф     |
| Анна-Марія Даль          | Лінда     |
| Кайса Галлден            | Софі      |
| Софія Реннегард          | контролер |

## Створення фільму

### Виробництво
Знімання фільму почали наприкінці травня 2012 року в Каллітеї на острові Родос, крім того, деякі сцени було знято в Вестеросі.

### Знімальна група
- Кінорежисер — Ганнес Голм
- Сценарист — Ганнес Голм
- Кінопродюсер — Патрік Райборн
- Композитор — Адам Норден
- Кінооператор — Матс Аксбі
- Кіномонтаж — Фредерік Моргеден
- Художник-постановник — Піа Валлін
- Художник-костюмер — Анна Гагерт[3]

## Сприйняття
Рейтинг фільму на сайті Internet Movie Database — 4,1/10 (1 420 голосів).